# Função exponencial dupla

Uma função exponencial dupla (curva vermelha) comparada a uma função exponencial (curva azul).

Função exponencial dupla é uma constante matemática elevado à potência de uma função exponencial. A fórmula genérica que representa esta função é dada por {\displaystyle f(x)=a^{b^{x}}=a^{(b^{x})}}, a qual cresce de maneira mais rápida que a função exponencial justamente por ter duas exponenciações. Por exemplo, considerado a = b = 10:
- f(−1) ≈ 1.26
- f(0) = 10
- f(1) = 1010
- f(2) = 10100 = googol
- f(3) = 101000
- f(100) = 1010100 = googolplex.

De maneira comparativa, os fatoriais crescem mais rápidos que as funções exponenciais, mas são bem mais lentos que as funções exponenciais duplas. Ainda, a tetração e a função de Ackermann devido à estrutura, tem sua imagem cada vez maior que o domínio.